# Тудор Владимиреску (Тулћа)
Тудор Владимиреску (рум. Tudor Vladimirescu) насеље је у Румунији у округу Тулћа у општини Тулча. Oпштина се налази на надморској висини од 3 m.

## Становништво
Према подацима из 2002. године у насељу је живело 383 становника, од којих су сви румунске националности.